# Denver Nuggets 1996-1997
La stagione 1996-97 dei Denver Nuggets fu la 21ª nella NBA per la franchigia.
I Denver Nuggets arrivarono quinti nella Midwest Division della Western Conference con un record di 21-61, non qualificandosi per i play-off.

## Roster
| N° | Naz.                   | Ruolo | Sportivo             | Anno | Alt. | Peso |
| -- | ---------------------- | ----- | -------------------- | ---- | ---- | ---- |
| 3  | Stati Uniti (bandiera) | GA    | Dale Ellis           | 1960 | 201  | 93   |
| 5  | Stati Uniti (bandiera) | G     | Anthony Goldwire     | 1971 | 185  | 83   |
| 5  | Stati Uniti (bandiera) | G     | Jeff McInnis         | 1974 | 193  | 86   |
| 6  | Stati Uniti (bandiera) | G     | Brooks Thompson      | 1970 | 193  | 88   |
| 8  | Lituania (bandiera)    | G     | Šarūnas Marčiulionis | 1964 | 196  | 91   |
| 13 | Stati Uniti (bandiera) | G     | Mark Jackson         | 1965 | 185  | 82   |
| 13 | Stati Uniti (bandiera) | G     | Jimmy King           | 1973 | 196  | 95   |
| 14 | Stati Uniti (bandiera) | G     | Elmer Bennett        | 1970 | 183  | 77   |
| 14 | Stati Uniti (bandiera) | G     | Melvin Booker        | 1972 | 185  | 84   |
| 14 | Stati Uniti (bandiera) | G     | Eric Murdock         | 1968 | 185  | 86   |
| 17 | Stati Uniti (bandiera) | GA    | Vincent Askew        | 1966 | 198  | 95   |
| 20 | Stati Uniti (bandiera) | A     | LaPhonso Ellis       | 1970 | 203  | 109  |
| 21 | Stati Uniti (bandiera) | A     | Tom Hammonds         | 1967 | 206  | 98   |
| 22 | Stati Uniti (bandiera) | GA    | Ricky Pierce         | 1959 | 193  | 93   |
| 23 | Stati Uniti (bandiera) | G     | Bryant Stith         | 1970 | 196  | 94   |
| 24 | Stati Uniti (bandiera) | AC    | Antonio McDyess      | 1974 | 206  | 100  |
| 25 | Rep. Ceca (bandiera)   | C     | Jiří Zídek           | 1973 | 213  | 113  |
| 30 | Stati Uniti (bandiera) | G     | Kenny Smith          | 1965 | 191  | 77   |
| 35 | Stati Uniti (bandiera) | A     | Darvin Ham           | 1973 | 201  | 100  |
| 41 | Stati Uniti (bandiera) | AC    | LaSalle Thompson     | 1961 | 208  | 111  |
| 50 | Stati Uniti (bandiera) | C     | Ervin Johnson        | 1967 | 211  | 111  |
| 53 | Stati Uniti (bandiera) | G     | Jerome Allen         | 1973 | 193  | 83   |
| 55 | Stati Uniti (bandiera) | AC    | Aaron Williams       | 1971 | 206  | 100  |

## Staff tecnico
- Allenatori: Bernie Bickerstaff (4-9) (fino al 26 novembre)[1], Dick Motta (17-52)
- Vice-allenatori: Dick Motta (fino al 26 novembre), Gene Littles, Jim Brovelli